# The Screaming Blue Messiahs
The Screaming Blue Messiahs — британская группа альтернативного рока, образованная в 1983 году в Лондоне, Англия, и исполнявшая музыку, которую некоторые критики определили как «рокабилли из Преисподней» (англ. rockabilly from Hell), — «доселе неслыханный» (согласно Trouser Press) «гибрид психобилли, ритм-энд-блюза, гаражного гранджа и убийственной панк-энергии», исполнявшийся «с такой яростью и таким невероятным самозабвением, что можно было вполне назвать их лучшей британской группой за многие годы» (Allmusic).
Группа выпустила три альбома, своего единственного успеха в UK Singles Chart добилась с «I Wanna Be a Flintstone» (#28, 1988) и в 1989 году распалась.

## История группы
The Screaming Blue Messiahs, на две трети шотландское, на треть — английское трио — образовалось в 1983 году. В состав вошли поющий гитарист и автор песен Билл Картер (англ. Bill Carter), басист Крис Томпсон (англ. Chris Thompson) и барабанщик Кенни Харрис (англ. Kenny Harris). Все трое прежде вместе в составе The Small Brothers; до этого Томпсон и Картер были основателями группы Motor Boys Motor, где пел Тони Мун (англ. Tony Moon) — это трио записало несколько треков для Джона Пила в ходе сессии, состоявшейся 24 августа 1981 года.
Уже первый релиз Screaming Blue Messiahs, EP Good and Gone, обратил на новую группу внимание британской рок-критики. Пресса, отметив «Someone To Talk To» (предположительно написанную по мотивам морского «муштровочного» чанта) и кавер «You’re Gonna Change» Хэнка Уильямса, сочли, что группа действительно близка к тому, чтобы оправдать собственное название: ей (согласно Trouser Press) «была не чужда склонность к воплям до посинения, и она действительно могла бы претендовать на роль спасителя статичной поп-музыки 1980-х». Good and Gone в сентябре 1984 года поднялся до #6 в UK Indie Chart.
В июле 1984 года Screaming Blue Messiahs записали в студиях BBC Radio 1 материал, позже вышедший как The Peel Sessions: The Screaming Blue Messiahs (1986): здесь группа предстает перед слушателем «во всей своей изначальном великолепии». В EP вошли три трека из Good and Gone, а также «Let’s Go Down to the Woods», позже включенный в первый альбом.
Elektra Records тут же подписала с группой контракт и выпустила дебютный полноформатный альбом Gun-Shy, записанный с продюсером Виком Мэйлем (англ. Vic Maile, известным по альбомам Dr. Feelgood и Motorhead). Критики заговорили о необычном вокальном исполнении Картера и взрывном характере музыки группы. Правда, отмечалась и некоторая запродюсированность звучания: так, в «Twin Cadillac Valentine» были сглажены все шероховатости, в остальном также была заметна искусственная сдержанность группы, главная сила которой была как раз в необузданности характера. Синглом из альбома вышел «Wild Blue Yonder».
Screaming Blue Messiahs поддержали релиз серией британских гастролей, закрепив за собой репутацию «next-big-thing». Многих заинтересовала техника игры Картера: он использовал ритмический, блюзовый стиль игры на гитаре, насыщенный фидбэком, используя в основном Fender Telecaster с двумя комплектами усилителей MESA/Boogie и HH, с динамиками Gauss. Переходя на технику слайд-гитары, гитарист, по собственным словам, использовал стойку микрофона или «что подвернется под руку».
Позже Картера-гитариста критики сравнивали с Уилко Джонсоном (Dr. Feelgood) и Питом Тауншендом; он «…был искусным солистом, но предпочитал сложные, замысловатые ритмические структуры, которые и образовывали высоковольтные пласты, укладывавшиеся в фундамент звука Screaming Blue Messiahs». Столь же впечатляющим, как и его гитарная работа, был вокал — иногда комически завывающий, временами переходящий в неразборчивое бормотание: «В пространстве одной строки Картеру удавалось менять настроение — от праведного гнева до страха и смятения… Добавьте к этому экономные, но в высшей степени изобретательные песни, в основном об американской „иконографии“ и популярной культуре (машины, оружие, Флинтстоуны) и получится экстремальный, конфронтационный и очень, очень волнующий рок-н-ролл», — писал много лет спустя рецензент Allmusic.
Второй альбом, Bikini Red оказался (по мнению рецензента Allmusic) сильнее предшественника. Сингл «I Wanna Be a Flintstone» (со столь же насмешливым видеоклипом) стал в какой-то момент популярен на MTV.
Третий альбом Totally Religious, записанный Ховардом Греем и Робертом Стивенсом, оказался в истории группы последним. В нём проявились все признаки фирменного стиля группы, но, как отмечали критики, с явными признаками усталости. Проведя турне с Дэвидом Боуи (в качестве разогревщиков) группа потеряла контракт и вскоре после этого объявила о распаде, дав свой последний концерт в Subterrania Club (Ноттинг-хилл, Лондон) 4 июня 1990 года.

### После распада
После распада группы Томпсон и Харрис образовали группу The Killer B’s, а Картер на долгое время отошёл от музыки. В 2006 году на MySpace появилась страница Screaming Bill Carter, на которой были выложены три ранее не известные его песни, но позже они были удалены.

## Дискография

### Альбомы
- Good and Gone (1984, мини-альбом)
- Gun-Shy (1986) — UK #90
- The Peel Sessions: The Screaming Blue Messiahs (1986)
- Bikini Red (1987)
- Totally Religious (1989)
- BBC Radio 1 Live in Concert (1992)
- Zurich 1989 (2007)[5]

## Видео
- Jesus Chrysler, 1987 в телепрограмме Night Network TV